# WWF 위민스 태그팀 챔피언십
WWF 위민스 태그팀 챔피언십(WWF Women's Tag Team Championship)은 WWE에 속해있던 여성 태그팀 챔피언십이었다.

## 기록들
- 초대 챔피언 : 벨벳 맥킨타이어 & 프린세스 빅토리아
- 마지막 챔피언 : 글래머 걸스 (레일라니 카이 & 주디 마틴)
- 최장수 챔피언 : 글래머 걸스 (레일라니 카이 & 주디 마틴) (906일)
- 최단 기간 챔피언 : 점핑 밤 엔젤스 (타테노 노리요 & 야마자키 이츠키) (136일)
- 팀 최다 챔피언 : 글래머 걸스 (레일라니 카이 & 주디 마틴) (2회)
- 개인 최다 챔피언 : 벨벳 맥킨타이어 & 레일라니 카이 & 주디 마틴 (2회)
- 최중량급 챔피언 : 글래머 걸스 (레일라니 카이 & 주디 마틴)
- 최경량급 챔피언 : 점핑 밤 엔젤스 (타테노 노리요 & 야마자키 이츠키)
- 최고령 챔피언 : 레일라니 카이 (35세)
- 최연소 챔피언 : 타테노 노리요 (28세)

## 역대 챔피언
- 벨벳 맥킨타이어 & 프린세스 빅토리아 (초대 챔피언)
- 벨벳 맥킨타이어 & 데지레 피터슨
- 글래머 걸스 (레일라니 카이 & 주디 마틴) (마지막 챔피언)
- 점핑 밤 엔젤스 (타테노 노리요 & 야마자키 이츠키)

## 같이 보기
- WWE 위민스 태그팀 챔피언십
- TNA 녹아웃 월드 태그팀 챔피언십
- WWE 위민스 챔피언십 (1956년~2010년)
- WWE 위민스 챔피언십 (2023년)
- WWE 위민스 월드 챔피언십
- WWE 디바스 챔피언십
- WWE NXT 위민스 챔피언십
- TNA 녹아웃 월드 챔피언십
- GFW 위민스 챔피언십
- AEW 위민스 월드 챔피언십